# Adel Bagrou
Adel Bagrou este un oraș în Mauritania.